# اسکول آو سون بلز
اسکول آو سون بلز (به انگلیسی: School of Seven Bells) نام یک گروه ایندی راک آمریکایی است.
این گروه اهل شهر نیویورک بوده و در سال ۲۰۰۷ توسط بنجامین کورتیس و خواهران دوقلو کلودیا و آلهاندرا دهسا تأسیس گردید.
نام این گروه اشاره به یک مدرسه جیب بری از آمریکای جنوبی دارد. گفته می‌شود که در آن مدرسه شرط فارغ‌التحصیلی این بوده که هنرجویان می‌باید از یک مانکن کیفی را می‌دزدیدند که به آن هفت زنگوله وصل بوده بدون اینکه از آنها صدایی بلند شود.

## آلبوم‌ها
- Alpinisms در سال ۲۰۰۸
- Disconnect from Desire در سال ۲۰۱۰
- Ghostory در سال ۲۰۱۲

## نگارخانه

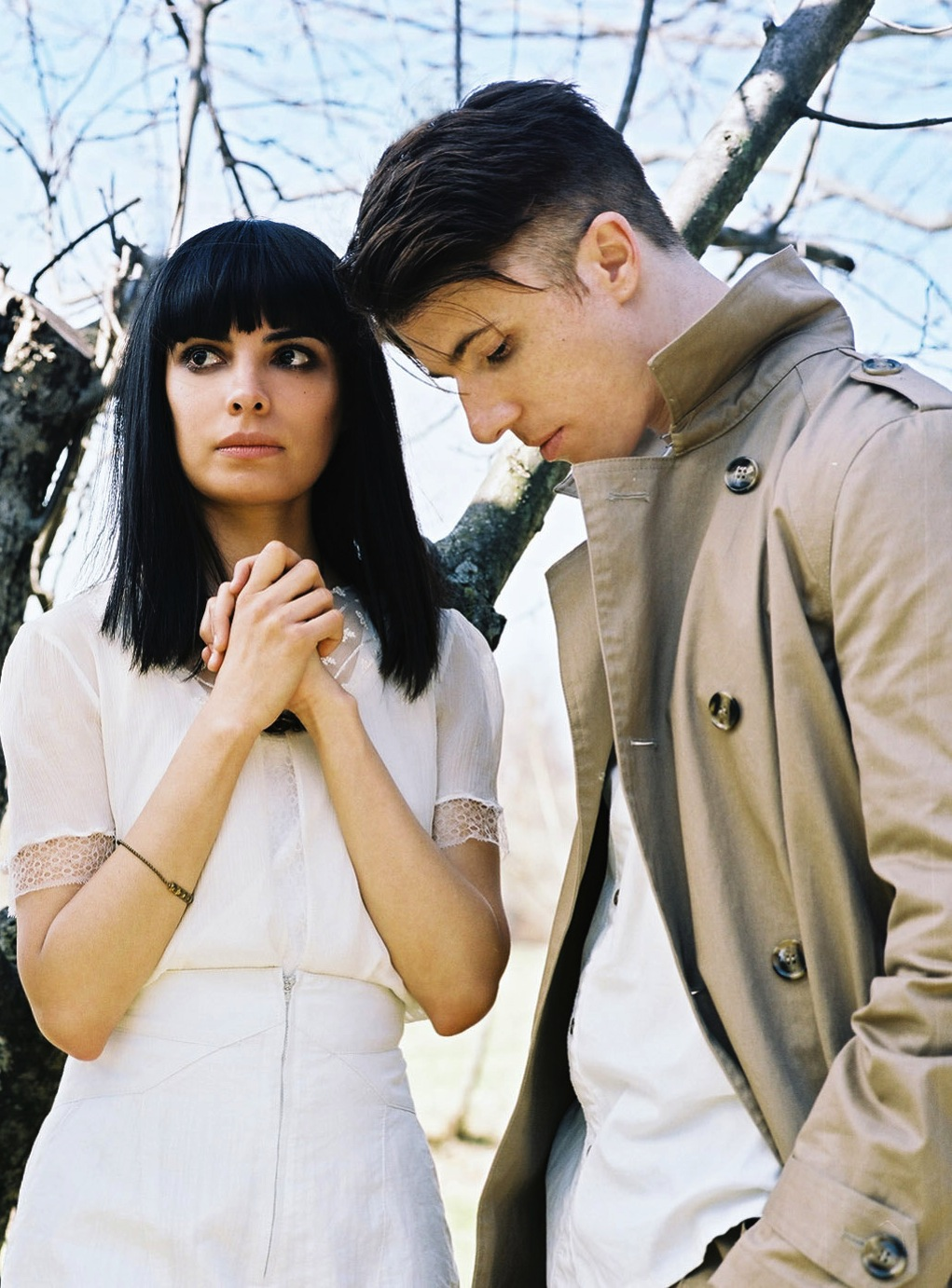